# 玛丽埃尔·汤普森
玛丽埃尔·汤普森（英語：Marielle Thompson，1992年6月15日—），加拿大女子自由式滑雪运动员，主攻障碍追逐。她曾代表加拿大参加2014年、2018年和2022年冬季奥林匹克运动会自由式滑雪比赛，获得一枚金牌和一枚银牌。